# Joanna Szczepkowska
Joanna Szczepkowska (ur. 1 maja 1953 w Warszawie) – polska aktorka teatralna, filmowa i telewizyjna, pisarka i felietonistka, pedagog; w 2010 prezes Związku Artystów Scen Polskich.

## Życiorys
Zadebiutowała jeszcze w czasie studiów w spektaklu Trzy siostry w Teatrze Telewizji. Pierwszy raz w roli filmowej wystąpiła w serialu telewizyjnym Czterdziestolatek (w 1. odcinku) w reżyserii Jerzego Gruzy do scenariusza reżysera i Krzysztofa Teodora Toeplitza. W 1975 ukończyła studia w PWST w Warszawie i zagrała w filmie Con amore (reż. Jan Batory). Za tę rolę dostała w 1976 nagrodę za najciekawszy debiut.
W latach 1975–1981 była aktorką Teatru Współczesnego w Warszawie, a w kolejnych latach Teatru Polskiego (1981–1988) i Teatru Powszechnego (1988–1992 i od 2000). Stworzyła kreacje dramatyczne (m.in. w Romeo i Julii, Królu Learze, Wujaszku Wani, Zdaniem Amy) oraz komediowe (Śluby panieńskie, Lekcja, Wesołe kumoszki z Windsoru). Zagrała również w kilkudziesięciu spektaklach Teatru Telewizji (m.in. Skiz Gabrieli Zapolskiej).

28 października 1989 w głównym sobotnim wydaniu Dziennika Telewizyjnego, w rozmowie z prezenterką Ireną Jagielską, ogłosiła: 

Proszę Państwa, 4 czerwca 1989 roku skończył się w Polsce komunizm.

Zdanie to stało się symbolem zmian, jakie nastąpiły w Polsce po wyborach parlamentarnych w 1989, pierwszych częściowo wolnych wyborach od zakończenia II wojny światowej.
W 1997 wydała tom wierszy Miasta do wynajęcia, w tym samym roku napisała też monodram Goła baba. W 1999 rozpoczęła stałą współpracę z „Wysokimi Obcasami”. Felietony powstałe w trakcie tej współpracy ukazały się w formie samodzielnych zbiorów, Drugie podwórko (2000) i Sześć minut przed czasem (2004). W 2003 wydała zbiór opowiadań Fragmenty z życia lustra.
W 1998, podczas III Festiwalu Gwiazd w Międzyzdrojach, odcisnęła dłoń na promenadzie Gwiazd.
Postanowieniem z 12 grudnia 2006 została przez prezydenta RP Lecha Kaczyńskiego odznaczona Krzyżem Kawalerskim Orderu Odrodzenia Polski. Udekorowana nim została 3 maja 2007.
2 kwietnia 2010 została wybrana na prezesa Związku Artystów Scen Polskich (jako pierwsza kobieta na tym stanowisku). W styczniu 2011 przestała pełnić tę funkcję. Została członkiem honorowego komitetu poparcia Bronisława Komorowskiego przed przyspieszonymi wyborami prezydenckimi 2010, a przed kolejnymi wyborami prezydenckimi w Polsce w 2015 roku zrezygnowała z udziału w tym komitecie, choć nadal dostępna jest lista, na której figuruje jej nazwisko, ale nie wiadomo wprost (brak na niej opisu), jakiego okresu dotyczy.
Prowadzi swój autorski Teatr Na Dole (TND).

## Życie prywatne
Jest córką  Andrzeja Szczepkowskiego i Romy z Parandowskich, wnuczką Jana Parandowskiego. Była żoną aktora Mirosława Konarowskiego. Ich córkami są Maria Konarowska i Hanna Konarowska-Nowińska

## Filmografia

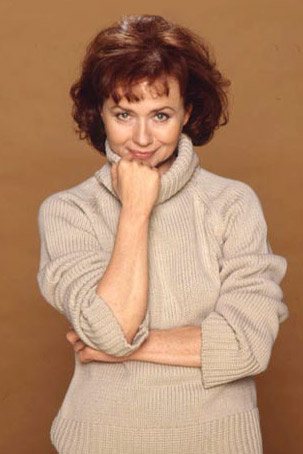
Joanna Szczepkowska (2008)

- 1974: 40-latek (reż. J. Gruza) – Joasia, licealna miłość Karwowskiego (odc. 1)
- 1975: Doktor Judym (reż. J. Weychert)
- 1976: Con amore (reż. J. Batory) – Zosia
- 1976: Ostatnie takie trio (reż. J. Obłamski) – panna młoda
- 1976: Bezkresne łąki (reż. W. Solarz) – Agnieszka
- 1980: Laureat (reż. J. Domaradzki)
- 1980: Dom (serial telewizyjny) (reż. J. Łomnicki) – Lidka Jasińska, matka Mietka Pocięgło
- 1982: Klakier (reż. J. Kondratiuk) – Pola
- 1982: Matka Królów (reż. J. Zaorski) – Marta Król
- 1983: Dolina Issy (reż. T. Konwicki) – rabin
- 1985: Jezioro Bodeńskie (reż. J. Zaorski) – Janka
- 1985: Kronika wypadków miłosnych (reż. A. Wajda) – Cecylia
- 1986: Cudzoziemka (reż. R. Ber) – Marta
- 1988: Dekalog III (reż. K. Kieślowski) – żona Janusza
- 1988: Alchemik Sendivius (reż. J. Koprowicz) – Teresa Seton
- 1990: Poskromienie złośnicy (spektakl TV) (reż. Michał Kwieciński) – Katarzyna
- 1990: Napoleon (reż. K. Zanussi) – Maria Walewska
- 1991: Panny i wdowy – Zuzanna, córka Eweliny (odc. 5)
- 1992: Enak (reż. S. Idziak) – Anna Miller
- 1993: Dwa księżyce (reż. A. Barański) – Flora
- 1996: Damski interes (K. Zanussi) – Zofia
- 1996: Boża podszewka (reż. I. Cywińska) – matka chrzestna
- 1997: Sława i chwała (reż. K. Kutz) – Ewelina Royska
- 1998: Syzyfowe prace (reż. P. Komorowski) – matka Borowicza
- 2001: Garderoba damska (serial TV) (reż. Andrzej Kotkowski) – Beata
- 2006: Ryś (reż. S. Tym)
- 2006: Sobowtór (reż. B. Kox) – matka Artura
- 2008: Pitbull – Anna Gromska (odc. 18)
- 2009: Popiełuszko. Wolność jest w nas (reż. R. Wieczyński) – Ewa
- 2009: Handlarz cudów (reż. J. Szoda, B. Pawica) – doktor Jaworska
- 2017: Volta (reż. Juliusz Machulski) – dr Dąbrowska
- 2017: Tarapaty (reż. Marta Karwowska) – ciocia Julki
- 2020: Tarapaty 2 (reż. Marta Karwowska) – ciocia Julki

## Polski dubbing
- 1976: Pogoda dla bogaczy – Vicki
- 1989: Stalowe magnolie – M’Lynn Eatenton
- 2002: Planeta skarbów – Kapitan Amelia
- 2005: Niania – Niania McPhee
- 2005: V jak Vendetta – dr Delia Surridge
- 2010: Niania i wielkie bum – Niania McPhee

## Wybrane spektakle
Opracowano na podstawie źródła:
- 1976: Wiśniowy sad – autor: Anton Czechow, reż. Maciej Prus, rola: Ania
- 1977: Król Lear – autor: William Shakespeare, reż. Jerzy Jarocki, rola: Cordelia
- 1980: Kurka wodna – autor: Stanisław Ignacy Witkiewicz, reż. Maciej Englert, rola: Afrosja Opupiejkina
- 1981: Chamsin – autor: Marek Hłasko, reż. Jerzy Rakowiecki, rola: Agnieszka
- 1982: Żegnaj Judaszu– autor: Ireneusz Iredyński, reż. Jan Bratkowski, rola: Młodziutka Blada
- 1982: Garbus – autor: Sławomir Mrożek, reż. Jerzy Rakowiecki, rola: Onka
- 1984: Wesele – autor: Stanisław Wyspiański, reż. Kazimierz Dejmek, rola: Panna Młoda
- 1986: Zaczarowana Królewna – autor: Artur Oppman, reż. Kazimierz Dejmek, rola: Królewna
- 1987: Lekcja – autor: Eugène Ionesco, reż. Romuald Szejd, rola: Uczennica
- 1987: Kordian, autor: Juliusz Słowacki, reż. Jan Englert, role Dziewica, Laura
- 1988: Lekcja polskiego, autor: Anna Bojarska, reż. Andrzej Wajda, rola: Emilia Zeltner
- 1989: Wujaszek Wania – autor: Anton Czechow, reż. Rudolf Zioło, rola: Sonia
- 1990: Romeo i Julia – autor: William Shakespeare, reż. Kazimierz Dejmek, rola: Julia
- 1991: Sen nocy letniej – autor: William Shakespeare, reż. Maciej Wojtyszko, rola: Tytania
- 1992: Oni – autor: Stanisław Ignacy Witkiewicz, reż. Rudolf Zioło, rola: Spika Tremendosa
- 1993: Geniusz i szaleństwo – autor: Alexandre Dumas, reż. Andrzej Łapicki, rola: Anna Damby
- 1995: Wesele – autor: Stanisław Wyspiański, reż. Krzysztof Nazar, rola: Rachel
- 1996: Semiramida – autor: Maciej Wojtyszko, reż. Erwin Axer, rola: Katarzyna II
- 1997: Goła Baba – autor: Joanna Szczepkowska, reż. Agnieszka Glińska, rola: Kobieta z Parasolem / Goła Baba
- 2001: Zdaniem Amy – autor: David Hare, reż. Mariusz Grzegorzek, rola: Esme (matka Amy)
- 2002: Biesy – autor: Fiodor Dostojewski, reż. Rudolf Zioło, rola: Barbara Pietrowna Stawrogin
- 2008: Alicja – autor: Lewis Carroll, reżyser: Paweł Miśkiewicz, rola: Biała Królowa
- 2011: ADHD i inne cudowne zjawiska. Wykład nieprzewidywalny – autor i reżyser: Joanna Szczepkowska, rola: Ja
- 2013: Czarnobylska modlitwa – autor: Swietłana Aleksijewicz, reżyseria i adaptacja: Joanna Szczepkowska, rola: Lekarka
- 2015: Pelcia, czyli jak żyć, żeby nie odnieść sukcesu – autor i reżyser: Joanna Szczepkowska, rola: Marta Morska

## Twórczość pisarska
- 1999: Miasta do wynajęcia (tomik poezji)
- 2000: Drugie podwórko (zbiór felietonów)
- 2004: Fragmenty z życia lustra (powieść)
- 2004: Sześć minut przed czasem (zbiór felietonów)
- 2005: Goła baba (monodram)
- 2006: Jak wyprostować koło (zbiór felietonów)
- 2006: Ludzie ulicy i inne owoce miłości (tomik poezji)
- 2008: Wakacyjna miłość (zbiór opowiadań różnych autorów)
- 2008: Kocham Paula McCartneya (powieść)
- 2009: 4 czerwca (autobiografia)
- 2009: Pod dobrą gwiazdą (zbiór opowiadań różnych autorów)
- 2010: Piasek ze szkła (zbiór felietonów)
- 2010: Dzisiaj nazywam się Charles (tomik poezji)
- 2011: Zagrać Marię
- 2012: ADHD i inne cudowne zjawiska. Wykład nieprzewidywalny (sztuka teatralna)
- 2014: Kto ty jesteś (autobiografia obejmująca okres do 4 czerwca 1989 roku)
- 2014: Wygrasz jak przegrasz (autobiografia obejmująca lata 1989-2014)

## Odznaczenia i nagrody
- 1977: Złota Kamera przyznawana przez czasopismo „Film” za debiut aktorski (Con Amore)
- 1978: Nagroda im. Leona Schillera
- 1978: Nagroda na II Festiwalu Polskich Filmów i Widowisk Telewizyjnych w Olsztynie za role w widowiskach teatralnych Skiz, Rewizor, Niespodzianka i filmie Ostatnie takie trio
- 1985: Nagroda im. Aleksandra Zelwerowicza – przyznawana przez redakcję miesięcznika „Teatr” – za rolę Anieli w Ślubach panieńskich Aleksandra Fredry i rolę Moniki Claverton-Ferry w przedstawieniu „Lord Claverton” Thomasa Stearnsa Eliota w Teatrze Polskim w Warszawie
- 1987: Nagroda na Festiwalu Polskich Filmów Fabularnych w Gdyni za drugoplanową rolę kobiecą w filmie Matka Królów
- 1988: Nagroda Przewodniczącego Komitetu ds. Radia i Telewizji za wybitne kreacje w spektaklach Teatru TV
- 1989: Srebrny Krzyż Zasługi
- 1989: Nagroda aktorska w przeglądzie Młode Kino Polskie w filmie Mecz
- 1990: Wiktor dla osobowości telewizyjnej
- 2001: Feliks Warszawski w kategorii Najlepsza Pierwszoplanowa Rola Kobieca za rolę Esme w Zdaniem Amy w Teatrze Powszechnym
- 2006: Krzyż Kawalerski Orderu Odrodzenia Polski[1]
- 2009: Nagroda Prezydenta Miasta Gdańska „Neptuny”[9]
- 2021: Nagroda im. Konstantego Puzyny[10]
- 2025: Złoty Medal „Zasłużony Kulturze Gloria Artis”[11]